# Cour suprême de l'Ohio
Pour les articles homonymes, voir Cour suprême.

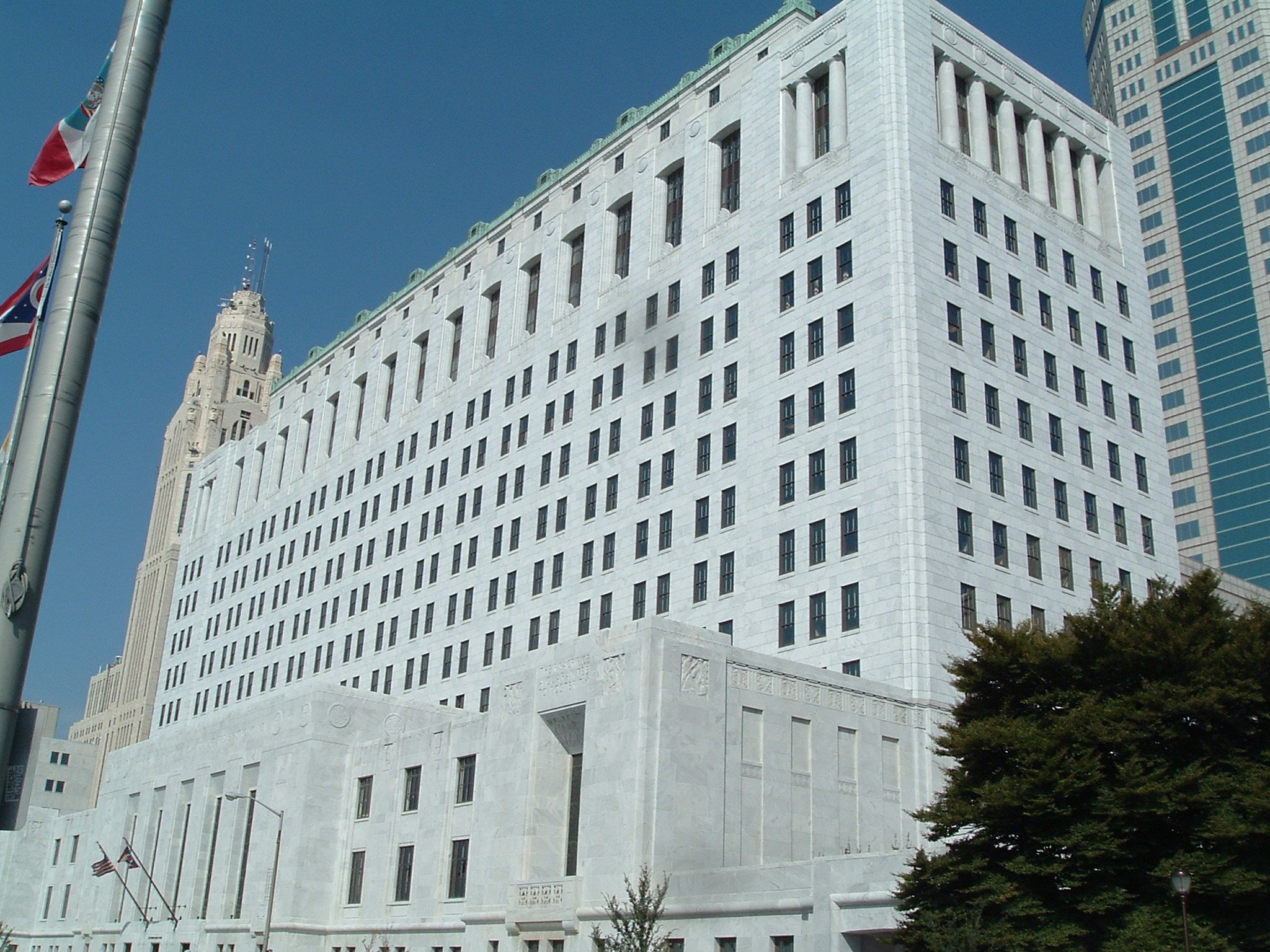
Centre judiciaire de l'Ohio

La Cour suprême de l'Ohio est la plus haute cour judiciaire de l'État américain de l'Ohio. Elle assume l'autorité finale sur les interprétations des lois de l'Ohio et de sa Constitution. Le tribunal compte sept membres, un juge en chef et six juges adjoints, chacun servant pour des mandats de six ans. 

Les juges de la cour sont élus par les électeurs de l’Ohio pour un mandat de 6 ans avec un renouvellement par tiers tous les deux ans y compris pour le siège de juge en chef. Pour être candidat, il faut être inscrit au barreau de l'Ohio, et avoir exercé en tant qu’avocat ou servi comme juge pendant au moins six ans. Il y a une limite d'âge de 70 ans au jour de l'élection. Toutefois, un juge qui atteint l'âge de 70 ans après avoir été élu n’est pas empêché de terminer son mandat.
Le gouverneur de l'Ohio peut nommer un juge intérimaire à la Cour lorsqu'il y a un poste vacant entre deux élections. La loi de l'Ohio prévoit que les élections judiciaires sont non partisanes. 

## Source
- (en) Cet article est partiellement ou en totalité issu de l’article de Wikipédia en anglais intitulé « Supreme Court of Ohio » (voir la liste des auteurs).